# Michèle David
Pour les articles homonymes, voir David (patronyme).
Michèle David, née en 1973, est une haltérophile mauricienne.
Elle est médaillée de bronze à l'arraché, à l'épaule-jeté et au total dans la catégorie des moins de 75 kg aux Jeux africains de 1999 à Johannesbourg.